# Josip Mihalović
Josip Mihalović (ur. 16 stycznia 1814 w Torda, zm. 19 lutego 1891 w Zagrzebiu) – chorwacki duchowny rzymskokatolicki, kardynał, arcybiskup metropolita zagrzebski w latach 1870 - 1891. 

## Życiorys
Święcenia kapłańskie przyjął 12 sierpnia 1836. Mianowany 27 czerwca 1870 arcybiskupem metropolitą zagrzebskim. Sakrę biskupią przyjął 17 lipca 1870 w dominikańskim kościele w Wiedniu przez Mariano Falcinelli Antoniacci arcybiskupa tytularnego Aten, współkonsekratorami byli Johann Rudolf Kutschker i Dominik Mayer. Kreowany kardynałem na konsystorzu 22 czerwca 1877 przez Piusa IX z tytułem prezbitera S. Pancratii. Uczestnik konklawe w 1878.